# ویتسبرگ (شهر)
ویتسبرگ (به آلمانی: Voitsberg) یک شهر در اتریش است که در ویتسبرگ واقع شده‌است. ویتسبرگ ۹٬۷۳۵ نفر جمعیت دارد.

## خواهرخوانده
شهرهای سن مارتینو بوئون آلبرگو و Kadarkút خواهرخوانده‌های ویتسبرگ (شهر) هستند.